# Europa 2000
Europa 2000 er en tværpolitisk, unionstilhænger organisation med fokus på EU's udvikling.

## Ekstern henvisning
- Europa 2000's hjemmeside Arkiveret 31. december 2013 hos  Wayback Machine